# TeleVideo
Die TeleVideo Corporation war ein US-amerikanischer Computerhersteller mit Sitz in San José, Kalifornien. Den Höhepunkt seines Erfolges hatte TeleVideo in den frühen 1980er Jahren. Es wurde 1979 von Kyupin Philip Hwang gegründet, einem aus Korea stammenden Absolventen der Utah State University. Hwang hatte 1975 zunächst ein Unternehmen gegründet, das Bildschirme für Arcade-Spiele herstellte.
Das Terminal-Protokoll der TeleVideo Corporation war in der Frühzeit der Mikrocomputer sehr populär und wurde von vielen Applikationen und Terminalemulatoren unterstützt (als TeleVideo 925 Emulation).
TeleVideo baute unter anderem CP/M-kompatible 8-Bit-Personal Computer und tragbare PCs basierend auf dem Z80-Prozessor. Bis zu sechzehn dieser Maschinen konnten zu einem proprietären Multi-User-System über eine seriellen Schnittstelle zusammengeschaltet werden.
1983 führte es einen MS-DOS-kompatiblen Personal-Computer ein, der auf einem Intel 8088 Prozessor basierte.
Das Unternehmen stellte im weiteren Verlauf auch Windows-kompatible Thin-Client-Computer her. Dieses Geschäftsfeld wurde im Oktober 2005 an die Neoware Inc. verkauft, die 2007 von Hewlett-Packard übernommen wurde.
Am 14. März 2006 stellte die TeleVideo Inc. einen Insolvenz-Antrag gemäß Chapter 11 (Chapter 11, Title 11, United States Code) auf Umstrukturierung zwecks Weiterführung des Unternehmens.
Am 30. September 2011 stellte das Unternehmen nach über 35 Jahren, in denen das Unternehmen weltweit Millionen von Terminals verkauft hatte, seine Produktion und den Vertrieb ein.

## Produkte
- Terminals: TeleVideo 910, 912, 920, 920B, 920 C, 925, 950, 955, 965, 970, 975, Personal Terminal
- CP/M-Systeme: TeleVideo TS-800, TS-802, TS-803
- TeleVideo TPC-1, ein tragbares CP/M-System, ähnlich dem Osborne 1
- Frühe Mehrbenutzersysteme: TeleVideo TS-806 (6 User), TS-816 (16 User)[6]

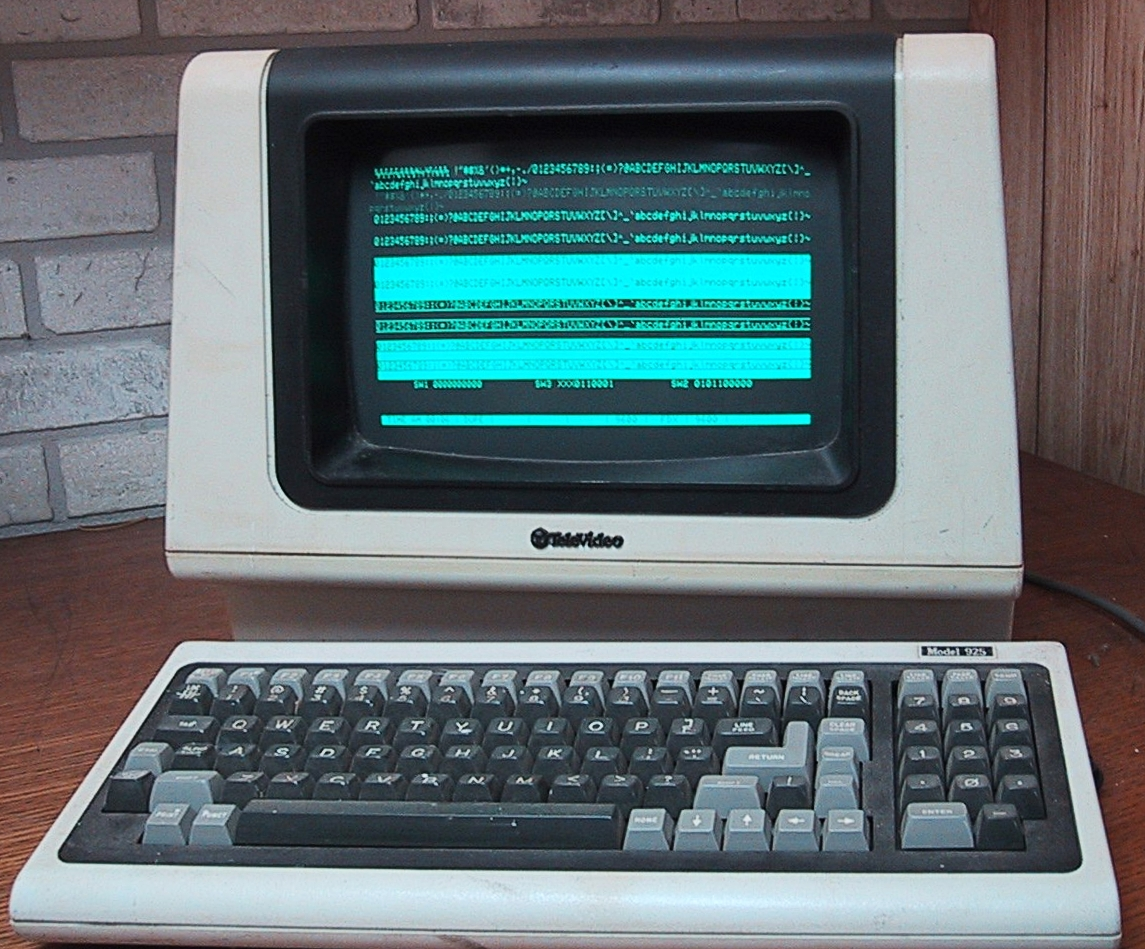
TeleVideo Terminal 925 (um 1982)
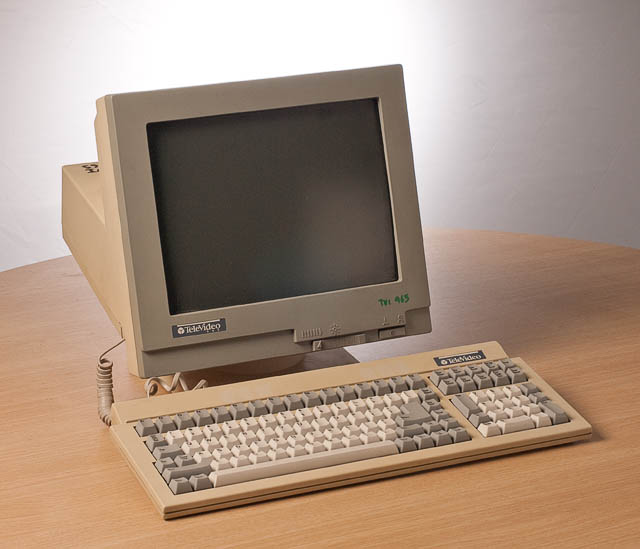
TeleVideo 965 Terminal